# Stabilizator Ilizarowa

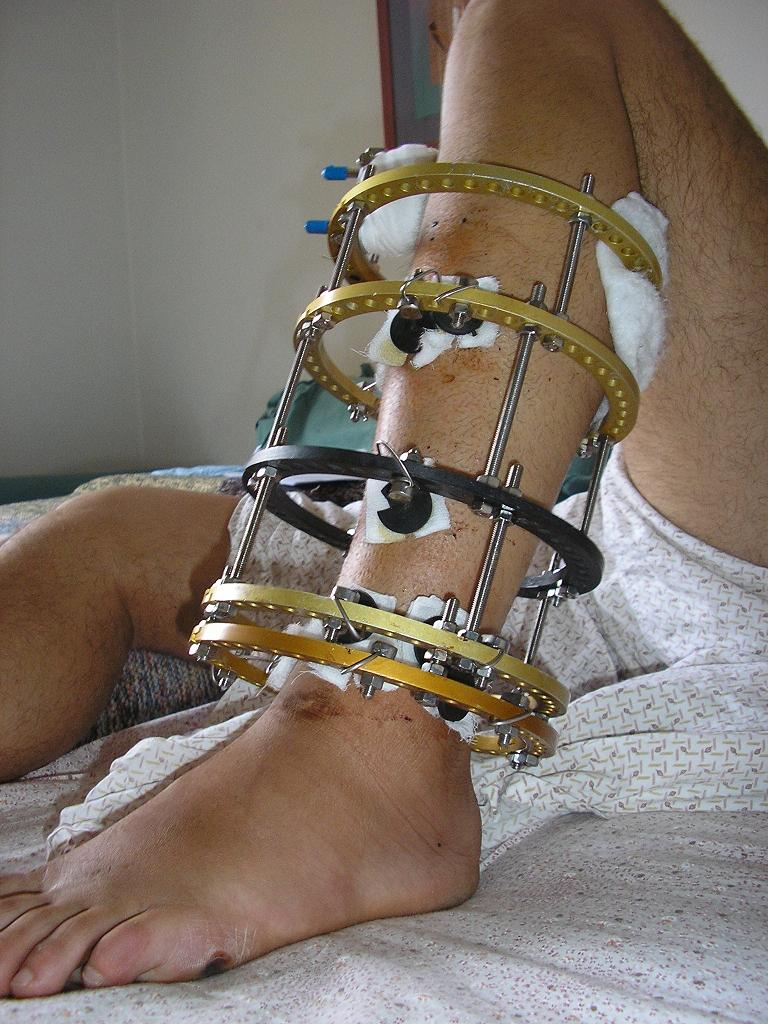
Stabilizator Ilizarowa na nodze

Stabilizator Ilizarowa – zewnętrzny stabilizator odłamów kostnych stworzony w 1950. Został opatentowany w 1951 przez radzieckiego lekarza Gawriiła Ilizarowa.
Stabilizator składa się z kilku pierścieni, czasem również półpierścieni, połączonych ze sobą teleskopowymi prętami. Pierścienie mocowane są do szkieletu za pomocą drutów Kirschnera. Stabilizator ten umożliwia ustawienie i stabilizację odłamów we wszystkich trzech płaszczyznach. Poza tym teleskopowe połączenie pierścieni umożliwia rozsunięcie odłamów i wydłużenie kości dzięki odkrytemu przez Ilizarowa zjawisku osteogenezy dystrakcyjnej.